# Servizio Geologico degli Stati Uniti
Il Servizio Geologico degli Stati Uniti (in inglese United States Geological Survey; USGS) è un'agenzia scientifica dipendente dal Governo degli Stati Uniti. Gli scienziati dell'USGS studiano il territorio degli USA, le sue risorse naturali e i rischi naturali che lo minacciano.
L'organismo si suddivide in dipartimenti che trattano quattro maggiori discipline scientifiche, biologia, geografia, geologia e idrologia. L'USGS è un organismo operativo e di ricerca, privo di poteri legali (non ha responsabilità normative) che esegue ricerche sui fatti oggettivi relativi all'ambiente.

## Storia
L'USGS è stato fondato da Clarence King il 3 marzo 1879 attraverso la fusione in un'unica organizzazione di diverse agenzie geodetiche di rilevamento territoriale. Dal 1962 è stato coinvolto anche in attività di esplorazione e cartografia dell'intero globo, della Luna e dei pianeti. Fa parte del dipartimento degli interni degli Stati Uniti ed è l'unica agenzia scientifica di questo ministero. L'USGS impiega circa 10 000 dipendenti, ha il suo quartier generale a Reston (Virginia), mentre gli altri più importanti uffici si trovano a Denver (Colorado) e a Menlo Park (California).

## Obiettivi
L'USGS è la maggiore agenzia per la cartografia civile degli Stati Uniti; essa è nota per le sue carte topografiche del territorio degli Stati Uniti in scala 1:24 000 con quadrangoli di 7,5 minuti primi.
L'USGS gestisce il National Earthquake Information Center con sede a Golden (Colorado), organismo in grado di individuare la posizione e la magnitudo dei terremoti di tutto il mondo. Il National Geomagnetism Program dell'USGS monitora il campo magnetico terrestre in osservatori magnetici e distribuisce in tempo reale i dati di magnetometria.
Nel 2005 l'agenzia stava lavorando per creare un National Volcano Early Warning System, un sistema di sorveglianza e previsione delle eruzioni vulcaniche, per migliorare il monitoraggio strumentale dei 169 vulcani nel territorio statunitense e per predisporre delle metodologie per la valutazione dei rischi che possono determinarsi nei vari siti. L'USGS gestisce altri 17 centri di ricerca negli Stati Uniti, compreso il Patuxent Wildlife Research Center. Il motto dell'USGS è "science for a changing world" (la scienza per un mondo in cambiamento).

## Direttori dell'USGS
- 1879–1881 Clarence King
- 1881–1894 John Wesley Powell

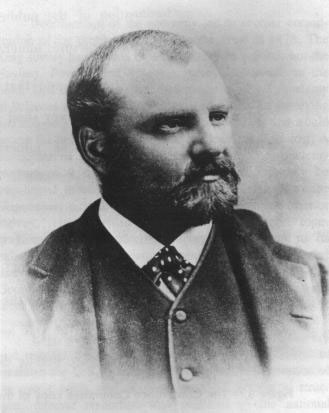
Clarence King, fondatore dell'USGS.

- 1894–1907 Charles Doolittle Walcott
- 1907–1930 George Otis Smith
- 1930–1943 Walter Curran Mendenhall
- 1943–1956 William Embry Wrather
- 1956–1965 Thomas Brennan Nolan
- 1965–1971 William Thomas Pecora
- 1971–1978 Vincent Ellis McKelvey
- 1978–1981 Henry William Menard
- 1981–1993 Dallas Lynn Peck
- 1994–1997 Gordon P. Eaton
- 1998–2005 Charles G. Groat
- 2006-2009 Mark Myers
- 2009-2013 Marcia McNutt
- 2014-2017 Suzette Kimball
- 2018- James Reilly